# Saison 7 de The Walking Dead
Chronologie
Saison 6 Saison 8
La septième saison de The Walking Dead, série télévisée américaine inspirée de la bande dessinée du même nom de Robert Kirkman et Charlie Adlard, est constituée de seize épisodes diffusés depuis le 23 octobre 2016 sur AMC. 
Cette saison suit les aventures de Rick Grimes et son groupe, depuis la mise à mort de deux de ses membres ainsi que l'enlèvement de Daryl Dixon par Negan jusqu'à l'affrontement des différentes communautés composé d'Alexandria, de la Colline et du Royaume dans leur guerre contre Negan et son groupe des Sauveurs.

## Généralités
La trame de l'histoire et l'évolution des personnages de la série télévisée sont indépendantes des comics dont elle s'inspire.
Après un phénomène d'origine virale qui a subitement transformé la majeure partie de la population mondiale en « rôdeurs » ou morts-vivants, un groupe d'américains guidé par Rick Grimes, ancien adjoint de shérif d'un comté de Géorgie, tente de survivre

## Synopsis
Après la sanglante mise à mort d'Abraham, Negan réduit d'entrée de jeu le crâne de Glenn en bouillie avec sa batte Lucille face à Rick, Maggie alors enceinte, et au reste du groupe, ses "Sauveurs" dominent désormais les communautés d'Alexandria, de la Colline et le Royaume. C'est le commencement d'une longue période de soumission et d'humiliation de la part du terrible leader.

## Distribution

### Acteurs principaux
- Andrew Lincoln (VF : Tanguy Goasdoué) : Rick Grimes
- Norman Reedus (VF : Emmanuel Karsen) : Daryl Dixon
- Steven Yeun (VF : Benoît DuPac) : Glenn Rhee (épisode 1)
- Lauren Cohan (VF : Marie Giraudon) :  Maggie Greene Rhee
- Chandler Riggs (VF : Hervé Grull) : Carl Grimes
- Danai Gurira (VF : Laura Zichy) : Michonne
- Melissa McBride (VF : Françoise Rigal) : Carol Peletier
- Lennie James (VF : Thierry Desroses) : Morgan Jones
- Sonequa Martin-Green (VF : Géraldine Asselin) : Sasha Williams
- Michael Cudlitz (VF : Lionel Tua)  : le sergent Abraham Ford (épisodes 1 et 16)
- Alanna Masterson (VF : Pamela Ravassard) : Tara Chambler (co-principale épisode 1)
- Josh McDermitt (VF : Ludovic Baugin) : Dr Eugene Porter (co-principal épisode 1)
- Christian Serratos (VF : Adeline Chetail) : Rosita Espinosa (co-principale épisode 1)
- Jeffrey Dean Morgan (VF : Jérémie Covillault) : Negan

### Acteurs co-principaux
- Seth Gilliam (VF : Serge Faliu) : le père Gabriel Stokes
- Ross Marquand (VF : Thibaut Lacour) : Aaron
- Austin Nichols (VF : Benjamin Pascal) : Spencer Monroe (épisodes 1 à 8)
- Austin Amelio (VF : Alexis Victor) : Dwight
- Tom Payne (VF : Emmanuel Lemire) : Paul « Jesus » Rovia
- Xander Berkeley (VF : Stefan Godin) : Gregory

### Acteurs récurrents
- Steven Ogg (VF : Joël Zaffarano) : Simon (8 épisodes)
- Khary Payton (VF : Rody Benghezala) : Roi Ezekiel (7 épisodes)
- Karl Makinen (VF : Julien Kramer) : Richard (6 épisodes)
- Katelyn Nacon (VF : Marie Facundo) : Enid (7 épisodes)
- Jason Douglas (VF : Bernard Gabay) : Tobin (5 épisodes)
- Jordan Woods-Robinson (VF : Stanislas Forlani) : Eric Raleigh (5 épisodes)
- Cooper Andrews (VF : Nathanel Alimi) : Jerry (5 épisodes)
- Logan Miller (VF : Gauthier Battoue) : Benjamin (4 épisodes)
- Lindsley Register (VF : Cindy Tempez) : Laura (3 épisodes)
- Elizabeth Ludlow : Arat (4 épisodes)
- Carlos Navarro : Alvaro (4 épisodes)
- Daniel Newman (VF : Pascal Germain) : Daniel (4 épisodes)
- Kerry Cahill : Dianne (4 épisodes)
- Ann Mahoney (VF : Valérie Siclay) : Olivia (4 épisodes)
- Macsen Lintz : Henry (4 épisodes)
- Joshua Mikel (VF : Stanislas Forlani) : Jared (4 épisodes)
- Jayson Warner Smith (VF : Régis Lang) : Gavin (4 épisodes)
- Christine Evangelista (VF : Victoria Grosbois) : Sherry (4 épisodes)
- Kenric Green (VF : Éric Peter) : Scott (3 épisodes)
- Dahlia Legault : Francine (3 épisodes)

### Invités
- Jason Burkey : Kevin (épisodes 2 et 13)
- Ted Huckabee (VF : Thierry Wermuth) : Bruce (épisode 4)
- Mandi Christine Kerr : Barbara (épisode 4)
- Corey Hawkins (VF : Diouc Koma) : Heath (épisode 6)
- Deborah May (VF : Josiane Pinson) : Natania (épisodes 6 et 15)
- Sydney Park (VF : Camille Donda) : Cyndie (épisodes 6 et 15)
- Jeremy Palko (VF : Yann Peira) : Andy (épisode 9)
- Pollyanna McIntosh (VF : Émilie Duchênoy) : Jadis (épisodes 10, 12 et 16)

## Production

### Développement
Le 30 octobre 2015, AMC a renouvelé la série pour cette septième saison, trois semaines après le début de la diffusion de la sixième saison composée de seize épisodes.
Le 22 juillet 2016, le premier trailer de cette septième saison a été dévoilé lors du Comic-Con de San Diego.

### Attribution des rôles
En juillet 2016, Jeffrey Dean Morgan (Negan), Tom Payne (Paul « Jesus » Rovia), Austin Amelio (Dwight) et Xander Berkeley (Gregory) sont promus au statut d'acteurs principaux. Puis, Khary Payton obtient le rôle d'Ezekiel, l'un des personnages clés des comics, lors de cette saison.

### Tournage
Le tournage de la saison a débuté le 2 mai 2016.

### Diffusion
Aux États-Unis, elle a été diffusée du 23 septembre 2016 au 2 avril 2017
La diffusion francophone se déroule ainsi :
- en France, elle est diffusée depuis le 24 octobre 2016 sur OCS Choc en VOSTFr[2] et depuis le 21 mai 2017 en VF[6] ;
- en Suisse, depuis le 25 octobre 2016 sur RTS Un en VOSTFr[7] ;
- en Belgique, depuis le 26 octobre 2016 sur Be Séries en VOSTFr et depuis le 25 avril 2017 sur cette même chaîne en VF[8].

## Liste des épisodes
1. Le Jour viendra où tu ne seras plus
2. Le Puits
3. La Cellule
4. Service
5. Des mecs qui ont la gnaque
6. Donne-moi ta parole
7. Chante-moi une chanson
8. Les cœurs battent toujours
9. Une pierre sur la route
10. De nouveaux meilleurs amis
11. Divers Ennemis et Autres Menaces
12. Dis okay
13. Enterrez-moi ici
14. L'Autre Côté
15. Ce qu'il leur manque
16. Le Premier Jour du reste de ta vie

### Épisode spécial: titre français inconnu (Journey So Far)
- États-Unis : 16 octobre 2016 sur AMC[1]

- États-Unis : 2,18 millions de téléspectateurs[9] (première diffusion)

- Épisode récapitulatif diffusé à 21 h sur AMC.

### Épisode 1:Le Jour viendra où tu ne le seras plus
- États-Unis : 23 octobre 2016 sur AMC[2]
- France : 
  - 24 octobre 2016 sur OCS Choc[2] (en VOSTFr)
  - 21 mai 2017 sur OCS Choc[6] (en VF)
- Suisse : 25 octobre 2016 sur RTS Un[7] (en VOSTFr)
- Belgique : 
  - 26 octobre 2016 sur Be Séries (en VOSTFr)
  - 25 avril 2017 sur Be Séries[8] (en VF)

- États-Unis : 17,03 millions de téléspectateurs[10] (première diffusion)

Quelques secondes après la mise à mort d'un ou de plusieurs membres du groupe, Rick fait face à Negan et le menace de mort. En représailles, ce dernier le traîne dans sa caravane. Ayant confisqué la hache de Rick, Negan la jette à un groupe de rôdeurs et exige qu'il la lui ramène. Réfugié sur le toit, Rick se remémore les horribles événements de la nuit. Le flashback poursuit la scène qui avait commencé à la fin de la saison 6, alors que Negan choisit qui sera la cible de sa batte barbelée Lucille et désigne Abraham. Il le frappe une première fois avec Lucille, et alors que sa victime se relève tant bien que mal, et trouve la force de le narguer, Negan lui écrase le crâne, par des frappes répétées de sa batte. Negan provoque ensuite Rosita en montrant sa batte couverte de sang, ce qui met Daryl hors de lui. Celui-ci le frappe au visage, mais est rapidement maîtrisé par les Sauveurs. Negan décide de ne pas le tuer, et rappelle que pour chaque insubordination il y aura représailles. Et pour faire comprendre au groupe qu'il est un homme de parole, il utilise une nouvelle fois sa batte et réduit en bouillie le crâne de Glenn, devant les yeux horrifiés de Maggie et du groupe. 
- Cet épisode marque le grand départ de la distribution principale de l'acteur Steven Yeun (Glenn Rhee), présent depuis le début de la série
- l'acteur ayant quitté la serie lors de l'épisode final de la saison 6, dont le personnage a été tué par Negan a la fin de cet épisode, s'avère être Michael Cudlitz, qui interprétait Abraham Ford depuis la quatrième saison.
- Avec 17,03 millions de téléspectateurs, ce premier épisode réalise le second record historique de la série derrière le premier épisode de la cinquième saison[11] et a suscité de nombreuses réactions parmi les fans de la série (ainsi que pour certains acteurs eux-mêmes) qui, choqués par la violence extrême montrée à l'écran, ont exprimé leurs vives émotions sur les réseaux sociaux[12],[13].
- Cet épisode a une durée totale de 47 minutes.

### Épisode 2:Le Puits
- États-Unis : 30 octobre 2016 sur AMC
- France : 
  - 31 octobre 2016 sur OCS Choc (en VOSTFr)
  - 21 mai 2017 sur OCS Choc[6] (en VF)
- Suisse : 1er novembre 2016 sur RTS Un[7] (en VOSTFr)
- Belgique : 
  - 2 novembre 2016 sur Be Séries (en VOSTFr)
  - 25 avril 2017 sur Be Séries[8] (en VF)

- États-Unis : 12,46 millions de téléspectateurs[14] (première diffusion)

Morgan et Carol sont secourus par deux cavaliers en armures anti-émeute. Gravement blessée au bras et à la jambe, Carol est transportée sur une civière, mais lors d'une attaque de rôdeurs, elle est renversée, et profite de l'occasion pour s'enfuir. Cependant, elle se retrouve rapidement acculée par plusieurs rôdeurs et perd connaissance après avoir été sauvée par Morgan et les deux hommes. À son réveil, Carol découvre par Morgan qu'ils se trouvent dans une nouvelle communauté appelée le Royaume. Il conduit Carol, en fauteuil roulant, jusqu'à une ancienne salle de théâtre, où siège le chef de la communauté, qui se fait appeler le roi Ezekiel. Il est accompagné d'une énorme tigresse apprivoisée appelée Shiva. Après son entrevue avec Ezekiel, Carol exprime à Morgan son désir de quitter au plus vite le Royaume, persuadée que les gens de cette communauté vivent dans le déni et l'illusion.
Morgan, à la demande d'Ezekiel, forme une jeune recrue, Benjamin, aux maniements des arts martiaux. Il accompagne ensuite un groupe à une chasse aux porcs, et constate que les animaux capturés sont nourris à base de rôdeurs, puis abattus et livrés à un autre groupe : les Sauveurs. Il assistera plus tard à l'échange. Ezekiel lui apprend qu'il a passé un marché avec ce groupe, mais qu'il garde cependant cet accord secret à la population du Royaume. Chaque semaine, les membres du Royaume doivent leur donner une partie de leurs vivres, sous peine de représailles. Morgan, qui avait refusé de les combattre dans le passé, apprend d'Ezekiel que leur chef se nomme Negan. 
- Andrew Lincoln, Norman Reedus, Lauren Cohan, Chandler Riggs, Danai Gurira, Sonequa Martin-Green, Josh McDermitt, Christian Serratos, Alanna Masterson, Seth Gilliam, Austin Amelio, Ross Marquand, Austin Nichols, Tom Payne, Xander Berkeley et Jeffrey Dean Morgan n'apparaissent pas dans cet épisode.

### Épisode 3:La Cellule
- États-Unis : 6 novembre 2016 sur AMC
- France : 
  - 7 novembre 2016 sur OCS Choc (en VOSTFr)
  - 28 mai 2017 sur OCS Choc[6] (en VF)
- Suisse : 8 novembre 2016 sur RTS Un (en VOSTFr)
- Belgique : 
  - 2 novembre 2016 sur Be Séries (en VOSTFr)
  - 2 mai 2017 sur Be Séries[8] (en VF)

- États-Unis : 11,72 millions de téléspectateurs[15] (première diffusion)

- Andrew Lincoln, Lauren Cohan, Chandler Riggs, Danai Gurira, Melissa McBride, Lennie James, Sonequa Martin-Green, Josh McDermitt, Christian Serratos, Alanna Masterson, Seth Gilliam, Ross Marquand, Austin Nichols, Tom Payne et Xander Berkeley n'apparaissent pas dans cet épisode.

### Épisode 4:Service
- États-Unis : 13 novembre 2016 sur AMC
- France : 
  - 14 novembre 2016 sur OCS Choc (en VOSTFr)
  - 28 mai 2017 sur OCS Choc[6] (en VF)
- Suisse : 15 novembre 2016 sur RTS Un (en VOSTFr)
- Belgique : 
  - 16 novembre 2016 sur Be Séries (en VOSTFr)
  - 2 mai 2017 sur Be Séries[8] (en VF)

- États-Unis : 11,4 millions de téléspectateurs[16] (première diffusion)

Le matin à Alexandria, Michonne se saisit d'un fusil à lunette, puis, à l'extérieur des murs, dans une prairie, s’entraîne à abattre des rôdeurs à distance. Au même moment, dans la cité, Rosita et Spencer s'apprêtent à partir en reconnaissance lorsque soudain, Negan frappe à la grille d'entrée avec ses troupes. Rick est dépité de voir les Sauveurs en avance sur l'échéance prévue. En fait Negan n'est pas venu faire respecter l'accord, mais récupérer les différents biens des habitants d'Alexandria. Il a emmené Daryl, toujours prisonnier, et interdit à Rick et Rosita de lui parler et même de le regarder. Negan confie à Rick sa batte Lucille, tandis que Dwight ordonne à Rosita et Spencer d'aller chercher la moto de Daryl, tout en leur confisquant leurs armes. Ceux-ci récupèrent la moto. Rosita en profite pour s'attaquer à des rôdeurs et récupérer un pistolet dont le chargeur est vide.
Pendant ce temps à Alexandria, les Sauveurs commencent à saisir tout ce qu'ils trouvent : meubles, matelas, médicaments, armes et munitions. Rick et le père Gabriel affirment devant Negan, que Maggie est morte, n'ayant pas survécu à sa maladie et à la mort de Glenn. Retentit alors un coup de feu, c'est Carl qui menace un Sauveur qui venait saisir des médicaments. Rick réussit à le calmer mais Negan décide alors de récupérer toutes les armes du camp. En consultant l'inventaire de l'armurerie, les Sauveurs indiquent à Negan qu'il manque deux armes. Il ordonne que ces armes lui soient apportées sur le champ, faute de quoi il tuera Olivia, responsable de l'inventaire. Rick réunit les habitants dans l'église, pour savoir qui cache ces armes mais personne ne répond. Il leur fait comprendre que désormais il n'est plus aux commandes du groupe et qu'il va falloir retrouver les armes rapidement. Après une fouille dans chaque bâtiment, Rick finit par trouver les armes cachées chez Spencer. Il les remet à Negan ainsi que le fusil de Michonne, revenue de son entraînement. Les Sauveurs quittent Alexandria avec Negan, non sans qu'il ait récupéré Lucille et comme dernière provocation à l'égard de Rick, il lui glisse à l'oreille : « je viens de mettre ma queue dans ta gorge et tu m'as dit merci ». 
- Lauren Cohan, Melissa McBride, Lennie James, Sonequa Martin-Green, Alanna Masterson, Tom Payne et Xander Berkeley n'apparaissent pas dans cet épisode.

### Épisode 5:Des mecs qui ont la gnaque
- États-Unis : 20 novembre 2016 sur AMC
- France : 
  - 21 novembre 2016 sur OCS Choc (en VOSTFr)
  - 4 juin 2017 sur OCS Choc[17] (en VF)
- Suisse : 22 novembre 2016 sur RTS Un (en VOSTFr)
- Belgique : 
  - 23 novembre 2016 sur Be Séries (en VOSTFr)
  - 9 mai 2017 sur Be Séries[18] (en VF)

- États-Unis : 11 millions de téléspectateurs[19] (première diffusion)

Réfugiée dans une des maisons de La Colline, Maggie apprend du docteur Carson que son infection était liée à un léger décollement du placenta sans risques pour le bébé à naitre. Elle retrouve un peu plus tard Sasha et Jesus devant les tombes de Glenn et Abraham, qui sont enterrés dans la cité. Gregory le chef de la communauté, souhaite le départ rapide des deux femmes, car leurs présences révéleraient aux « Sauveurs » que les deux communautés sont alliées.
À Alexandria, Rick prévoit une expédition pour chercher des provisions destinées aux Sauveurs, contre l'avis de Carl, révolté par la soumission de son père. Carl surprend Enid en train d'escalader le mur d'enceinte, décidée à rejoindre Maggie à la Colline. Il la suit et la rejoint en voiture. Sur la route, il avoue qu'il ne regrette pas d'avoir assisté aux meurtres de Glenn et Abraham et qu'il se souviendra de ce moment le jour où il tuera Negan.
À La Colline, la nuit tombée, une musique assourdissante qui provient d'une voiture, réveille la communauté. Des dizaines de rôdeurs s'infiltrent par le portail ouvert, attirés par le bruit. Maggie, Sasha et Jesus, réussissent à les éliminer. Le lendemain, malgré le refus catégorique de Gregory, les deux femmes décident de rester. C'est alors qu'une trentaine de Sauveurs armés, dirigés par Simon le bras droit de Negan font irruption dans la cité et investissent le bureau de Gregory, alors que les deux femmes sont cachées dans une pièce voisine. Simon lui fait savoir que, comme prévu, ils viennent prendre la moitié de leurs ressources. Après l'avoir interrogé sur l'expédition punitive de Rick qui décima l'avant-poste des Sauveurs, Gregory feint l'ignorance. Celui-ci invite Simon et son groupe dans une des salles de sa résidence, croyant qu'il s'agit de la pièce où se sont cachées Maggie et Sasha, mais à la place les sauveurs découvrent une caisse de whisky qu'ils emportent. Elles s'étaient en réalité cachées dans la penderie de sa chambre. Les Sauveurs partis, Maggie furieuse de la lâcheté du chef de La Colline le frappe violemment, et récupère la montre de Glenn qu'il avait volée sur sa tombe. Peu après, Sasha charge secrètement Jesus de découvrir l'endroit où Negan se cache, à l'insu de Maggie. 
- Norman Reedus, Melissa McBride, Lennie James, Josh McDermitt, Christian Serratos, Alanna Masterson, Seth Gilliam, Austin Amelio, Austin Nichols et Jeffrey Dean Morgan n'apparaissent pas dans cet épisode.

### Épisode 6:Donne-moi ta parole
- États-Unis : 27 novembre 2016 sur AMC
- France : 
  - 28 novembre 2016 sur OCS Choc (en VOSTFr)
  - 4 juin 2017 sur OCS Choc[20] (en VF)
- Suisse : 29 novembre 2016 sur RTS Un (en VOSTFr)
- Belgique : 
  - 30 novembre 2016 sur Be Séries (en VOSTFr)
  - 9 mai 2017 sur Be Séries[21] (en VF)

- États-Unis : 10,4 millions de téléspectateurs[22] (première diffusion)

- Deborah May (Natania)
- Sydney Park (Cyndie)

Plusieurs flashback, évoquent Tara avant qu'elle ne soit trouvée sur la plage, alors qu'avec Heath voyageant à bord d'un camping-car, ils n'ont trouvé ni armes ni nourriture lors d'une mission d'approvisionnement. Reprenant la route vers Alexandria, ils arrivent, en chemin, sur un pont bloqué par deux camions-bennes remplis de sable. Ils sont pris au piège quand Tara, tirant un sac du tas de sable, fait surgir une horde de rôdeurs qui y étaient enterrés. Dépassée par le nombre une fois à court de munition, Tara, assaillie, tombe du pont, tandis que Heath se fait encercler par la horde.
Tara, échouée inanimée sur une plage, est découverte par une fillette, accompagnée d'une autre plus âgée. Cette dernière, Cindie, empêche sa camarade de l'achever, puis la sort de l'eau. Tara reprend conscience et entreprend de suivre discrètement Cindie jusqu'au camp où elle réside. Elle découvre une communauté où de nombreuses femmes travaillent. Repérée, elle se retrouve encerclée par le groupe. Natania qui dirige la communauté d'Oceanside, décide de ne pas la faire exécuter, comme il est coutume de le faire avec les étrangers. Elle la questionne sur les raisons de son intrusion dans le camp. Le soir venu, Tara remarque que le camp n'est constitué que de femmes et s'étonne de l’absence des hommes. Natania lui explique alors qu'elles ont été victimes d'un autre groupe qui a décidé de tuer tous les individus de sexe masculin âgés de plus de dix ans. Les femmes survivantes se sont enfuies et vivent cachées dans cet endroit, d'où leur règle d'abattre tout étranger qui approche, afin de garder le lieu secret. Tara avoue qu'elle vient d'une communauté appelée Alexandria et que son groupe a récemment éliminé un groupe hostile, à savoir les Sauveurs et qu'ils pourraient s'entre-aider. 
- Cet épisode marque le grand retour de l'actrice Alanna Masterson.
- Andrew Lincoln, Norman Reedus, Lauren Cohan, Chandler Riggs, Danai Gurira, Melissa McBride, Lennie James, Sonequa Martin-Green, Seth Gilliam, Austin Amelio, Ross Marquand, Austin Nichols, Tom Payne, Xander Berkeley et Jeffrey Dean Morgan n'apparaissent pas dans cet épisode.

### Épisode 7:Chante-moi une chanson
- États-Unis : 4 décembre 2016 sur AMC
- France : 
  - 5 décembre 2016 sur OCS Choc (en VOSTFr)
  - 11 juin 2017 sur OCS Choc[23] (en VF)
- Suisse : 6 décembre 2016 sur RTS Un (en VOSTFr)
- Belgique : 
  - 7 décembre 2016 sur Be Séries (en VOSTFr)
  - 16 mai 2017 sur Be Séries[24] (en VF)

- États-Unis : 10,48 millions de téléspectateurs[25] (première diffusion)

Michonne, seule sur la route, tend une embuscade en faisant un barrage avec les corps des rôdeurs qu'elle a tués. Cela arrête une voiture conduite par une membre des Sauveurs. Michonne la désarme, et tout en la tenant en joue, lui ordonne de l’amener jusqu'au repère de Negan. Rick et Aaron en quête de provisions aux alentours d'Alexandria, trouvent une propriété très bien gardée, qui semble contenir de nombreuses réserves. De leur côté, Rosita et Eugene se rendent dans l’entrepôt récemment trouvé par celui-ci, pour fabriquer une balle. En route, dans une voiture pour s'approvisionner, Spencer et le père Gabriel s'entretiennent sur Rick. Spencer continue d’entretenir de la rancœur, ce que désapprouve Gabriel, qui sort de la voiture et le laisse seul. Spencer s'enfonce dans la forêt et trouve un rôdeur accroché à un arbre avec des provisions et un arc.
Pendant ce temps, Jesus et Carl cachés dans le camion arrivent au Sanctuaire. Jesus propose à Carl de sauter en route pour s'infiltrer incognito, mais Carl, feignant de le suivre, reste dans le camion et se saisit d'un fusil. Alors que le camion est à l'arrêt, il en sort et tue deux sauveurs avant que Negan n'arrive. Dwight arrive à maîtriser Carl et lui confisque son arme sous le regard admiratif de Negan. Celui-ci emmène le fils de Rick lui faire visiter les lieux. Il lui présente tout d'abord la communauté des Sauveurs et lui montre que chacun est parfaitement soumis et se plie aux règles édictées par Negan. Vient ensuite son harem, où ses nombreuses épouses sont cloitrées dans une pièce, dont Sherry la femme de Dwight ; l'une d'elles, Amber, est sous le coup d'une sanction pour avoir eu une relation avec l'un des Sauveurs nommé Mark. Il lui montre également ce qu'il a fait de Daryl. 
- Lauren Cohan, Melissa McBride, Lennie James, Sonequa Martin-Green et Xander Berkeley n'apparaissent pas dans cet épisode.

### Épisode 8:Les cœurs battent toujours
- États-Unis : 11 décembre 2016 sur AMC
- France : 
  - 12 décembre 2016 sur OCS Choc (en VOSTFr)
  - 11 juin 2017 sur OCS Choc[26] (en VF)
- Suisse : 13 décembre 2016 sur RTS Un (en VOSTFr)
- Belgique : 
  - 14 décembre 2016 sur Be Séries (en VOSTFr)
  - 16 mai 2017 sur Be Séries[27] (en VF)

- États-Unis : 10,58 millions de téléspectateurs[28] (première diffusion)

- Joshua Hoover (Gros Joey)
- Elizabeth Ludlow (Arat)
- Mike Seal (Gary)
- Martinez (David)
- Lindsley Register (Laura)
- Peter Zimmerman (Eduardo)
- Aerli Austen (Isabelle)

Michonne, tenant toujours en joue une Sauveuse à bord d'une voiture, finit par arriver jusqu'à la lisière du Sanctuaire. Elle se rend alors compte que l'ennemi est beaucoup plus imposant et beaucoup plus nombreux que prévu. Pour éviter tout risque, elle exécute discrètement sa prisonnière avant de reprendre la route vers Alexandria.
À proximité du Royaume, Carol reçoit la visite de Morgan puis d'un soldat de la garde rapprochée d'Ezekiel. Alors que ce dernier essaye de les convaincre de prendre enfin les armes pour combattre les Sauveurs, Carol refuse catégoriquement, fatiguée par tous ses combats. Elle met par la suite les deux hommes à la porte, souhaitant rester seule.
Au Sanctuaire, Daryl arrive enfin à s'échapper de sa cellule. Tout en se frayant discrètement un chemin à travers le bâtiment, il finit par récupérer des vêtements et réussit à sortir sans être vu. Mais dehors, voulant voler une moto, il se fait surprendre par un Sauveur et décide de l’exécuter sommairement. Il tombe alors sur Jesus. Les deux hommes s'échappent du Sanctuaire en moto.
De leur côté, Rick et Aaron tentent tant bien que mal de récupérer des caisses de vivres au beau milieu d'un lac infesté de rôdeurs. Au prix de maints efforts, ils arrivent à éviter les rôdeurs et finissent par récupérer des vivres et quelques armes sans munitions. Ils chargent leur trouvaille dans un camion et repartent vers leur communauté tandis qu'un homme les observe de loin.
À Alexandria, Negan, toujours dans l'attente de Rick, commence à s'impatienter. De son côté, Rosita a enfin en sa possession la balle qu'Eugene lui avait promise. Quant à Spencer, il essaye de s'attirer les bonnes grâces de Negan, en partageant un verre de Whisky et en lui proposant de jouer au billard. Il profite de l'occasion pour essayer de soudoyer le chef des Sauveurs en déclarant au vu et au su de tous que Rick n'est pas un chef convenable pour la communauté et qu'une fois que Negan l'aura assassiné, il lui demande de lui confier le contrôle d'Alexandria, tout comme sa mère, Deanna, le faisait avant que Rick ne débarque ici. Negan, se sentant insulté, reproche à Spencer d'avoir attendu que Rick soit parti pour lui dire ceci. Il continue en disant que Rick le hait, certes, mais que lui a des tripes, a contrario de Spencer qui a agi comme un lâche. En conséquence, Negan éventre sans hésiter Spencer avec un long couteau, ce qui le tue quasiment sur le coup. Le chef des Sauveurs, voyant le corps de Spencer gisant au sol, en sang, fait remarquer « qu'il a finalement des tripes ». Révoltée, Rosita sort son arme et tire sans hésiter sur Negan. Cependant, la balle ne fait qu'atteindre Lucille. Le chef des Sauveurs, rendu furieux par l'état de sa batte, fait mettre Rosita au sol par l'une de ses épouses, Arat, qui lui taillade ensuite la joue. Il ordonne à Rosita de lui donner le nom de la personne qui a pu lui fabriquer cette balle. Devant le refus de la jeune femme, Negan demande à Arat d’exécuter une personne au hasard parmi la foule, pour l'exemple. Elle abat sans hésiter Olivia (qui se trouvait juste aux côtes de Carl) d'une balle dans la tête. C'est à ce moment-là que Rick et Aaron reviennent de leur expédition et constatent le carnage. Negan met Rick au courant de la situation avant de menacer d'autres membres de la communauté. Afin d'éviter d'autres victimes, Eugene se dénonce en se présentant comme étant le fabricant de la balle. Faisant preuve de miséricorde, Negan ne le tue pas mais en revanche, décide de le faire prisonnier et de l'emmener avec lui au Sanctuaire. Les Sauveurs embarquent par la suite les récoltes qui leur étaient promises devant un Rick dépité. Celui-ci se charge d'achever Spencer qui était en train de se réanimer en rôdeur.
Un peu plus tard, Michonne lui rend visite et lui apprend que les Sauveurs sont beaucoup plus nombreux que ce qu'ils avaient imaginé. Rick finit par se laisser convaincre qu'ils doivent maintenant prendre les armes, pour le bien d'Alexandria.
Tandis qu'à La Colline, Maggie voit débarquer Rick, Carl, Michonne, Tara et Rosita, puis apparaissent Daryl et Jesus, revenus entretemps. Le groupe est enfin rassemblé et chacun s'embrasse, heureux de se retrouver. Daryl rend le révolver à Rick.
- Cet épisode est le dernier diffusé avant la pause hivernale aux États-Unis.
- Cet épisode marque le départ de l'acteur Austin Nichols (Spencer), présent depuis la cinquième saison

### Épisode 9:Une pierre sur la route
- États-Unis : 12 février 2017 sur AMC[29]
- France : 
  - 13 février 2017 sur OCS Choc (en VOSTFr)
  - 18 juin 2017 sur OCS Choc[30] (en VF)
- Suisse : 14 février 2017 sur RTS Un (en VOSTFr)
- Belgique : 
  - 15 février 2017 sur Be Séries (en VOSTFr)
  - 23 mai 2017 sur Be Séries[31] (en VF)

- États-Unis : 12 millions de téléspectateurs[32] (première diffusion)

Rick et son groupe décident de rassembler plusieurs groupes afin de lutter contre Negan. Mais Gregory, le leader de la Colline, prend peur et refuse catégoriquement de se retourner contre Negan. Maggie, toujours à la Colline, semble de plus en plus prendre la place de Gregory, et, grâce à l'intervention d'Enid, une dizaine d'habitants acceptent de prendre part au combat. Jesus apprend à Rick l'existence du Royaume et de son leader, le Roi Ezekiel. Il apporte également un objet du camp de Negan : un talkie-walkie. Grâce à lui, ils pourront surveiller les actions de Negan à distance. Rick, Jesus et le reste du groupe arrivent au Royaume et rencontrent le Roi Ezekiel. Ce dernier, ainsi que Morgan, sont réticents à l'idée de combattre Negan. Morgan apprend alors la mort d'Abraham, de Glenn, de Spencer et d'Olivia. Ezekiel, souhaitant garder une paix durable avec les Sauveurs, refuse à son tour d'apporter son aide à Rick, mais offre l'asile à Daryl afin de s'y cacher, à la suite de son évasion. Rick et les siens quittent alors le Royaume sans avoir obtenu le soutien qu'ils espéraient. Alors qu'ils rentrent pour Alexandria, Rick et les autres se retrouvent piégés par des voitures et des explosifs qui leur barrent leur route. Alors qu'une horde de rôdeurs approche, Rick entend via le talkie-walkie que Negan compte partir à la recherche de Daryl, à Alexandria. Il décide cependant de récupérer les explosifs pour les utiliser contre les Sauveurs. Après avoir éliminé une majeure partie des rôdeurs, le groupe arrive à Alexandria au même moment que les Sauveurs. Ces derniers se lancent immédiatement à la recherche de Daryl, en commettant des dégâts matériels considérables. Sans avoir trouvé la trace de Daryl, les Sauveurs quittent Alexandria, et Simon, le bras droit de Negan, assure à Rick que lorsqu'ils retrouveront Daryl, il sera exécuté sur le champ. 
- Cet épisode est dédié à James Heltibridle, responsable des effets spéciaux de la série et mort en novembre 2016.
- Josh McDermitt, Austin Amelio et Jeffrey Dean Morgan n'apparaissent pas dans cet épisode.

### Épisode 10:De nouveaux meilleurs amis
- États-Unis : 19 février 2017 sur AMC
- France : 
  - 20 février 2017 sur OCS Choc (en VOSTFr)
  - 18 juin 2017 sur OCS Choc[33] (en VF)
- Suisse : 21 février 2017 sur RTS Un (en VOSTFr)
- Belgique :
  - 22 février 2017 sur Be Séries (en VOSTFr)
  - 23 mai 2017 sur Be Séries[34] (en VF)

- États-Unis : 11,08 millions de téléspectateurs[35] (première diffusion)

- Pollyanna McIntosh (Jadis)
- Thomas Francis Murphy (Brion)

Au Royaume, Daryl apprend qu'Ezekiel fournit les Sauveurs en provisions. Il découvre que Richard, l'un des soldats d'Ezekiel, souhaite utiliser Carol comme appât pour attirer les Sauveurs, qui la tueraient, et donneraient ainsi une raison à Ezekiel de se lancer dans la guerre contre les Sauveurs. Mais Daryl s'oppose catégoriquement à ce plan, et frappe violemment Richard. Il se rend alors chez Carol. Après s'être retrouvés, Carol demande à Daryl si tout le monde va bien à Alexandria. Ce dernier préfère mentir à Carol, déjà profondément épuisée, et lui affirme que tout va bien. 
De leur côté, le groupe de Rick rencontre une nouvelle communauté dirigée par une femme, Jadis. Elle et son groupe vivent au cœur d'une immense décharge à ciel ouvert. Rick tente alors de la convaincre de les rejoindre dans la lutte contre Negan, mais cette dernière refuse, et demande à ses hommes d'exécuter tous les membres du groupe. Cependant, l'affrontement est rapidement interrompu par Gabriel, qui menace de trancher la gorge du bras droit de Jadis, Tamiel. Jadis accepte alors d'écouter les propos de Gabriel, qui lui assure que Rick est une personne de parole et de confiance. Cette dernière jette alors Rick dans une fosse, en pâture à un rôdeur revêtu d'une armure artisanale constituée de lames tranchantes, afin de prouver ce qu'il vaut. Rick, bien que blessé, parvient à tuer le rôdeur. Jadis accepte alors de combattre les Sauveurs aux côtés de Rick, à condition que lui et son groupe leur fournissent beaucoup d'armes et qu'ils obtiennent une partie des ressources du Sanctuaire une fois que la guerre sera achevée. 
- Lauren Cohan, Chandler Riggs, Sonequa Martin-Green, Josh McDermitt, Austin Amelio, Ross Marquand, Austin Nichols, Tom Payne, Xander Berkeley et Jeffrey Dean Morgan n'apparaissent pas dans cet épisode.

### Épisode 11:Divers Ennemis et Autres Menaces
- États-Unis : 26 février 2017 sur AMC
- France : 
  - 27 février 2017 sur OCS Choc (en VOSTFr)
  - 25 juin 2017 sur OCS Choc[36] (en VF)
- Suisse : 28 février 2017 sur RTS Un (en VOSTFr)
- Belgique :
  - 1er mars 2017 sur Be Séries (en VOSTFr)
  - 30 mai 2017 sur Be Séries[37] (en VF)

- États-Unis : 10,42 millions de téléspectateurs[38] (première diffusion)

- Christine Evangelista (Sherry) (voix uniquement)

Negan a emmené Eugene d'Alexandria au Sanctuaire en tant que prisonnier, tandis que Dwight s'aperçoit au même moment de la disparition de Daryl et du meurtre de Fat Joe. Le soupçonnant, Negan le fait battre par ses hommes avant de l'enfermer dans une cellule et le libère plusieurs heures plus tard avec pour ordre de retrouver Sherry (disparue elle aussi entre-temps) et si possible Daryl. Une sbire de Negan installe ensuite Eugene, terrifié, dans la chambre qu'il avait proposée à Daryl. Elle lui demande ensuite ce qu'il souhaite faire, l'emmène dans leur salle de ravitaillement et lui explique le fonctionnement du Sanctuaire. Eugène est ensuite emmené voir Negan qui lui demande s'il a une solution pour arrêter la décomposition des rôdeurs qui gardent l'entrée du domaine. Eugene lui présente son idée, et pour le remercier, Negan lui propose de passer la soirée en compagnie de trois de ses épouses. Deux d'entre elles reviennent le lendemain et lui demandent de fabriquer des gélules pour aider la troisième à se suicider. Eugene les fabrique mais refuse de les leur donner, ayant deviné qu'elles étaient en fait destinées à Negan.
- Andrew Lincoln, Norman Reedus, Lauren Cohan, Chandler Riggs, Danai Gurira, Melissa McBride, Lennie James, Sonequa Martin-Green, Christian Serratos, Alanna Masterson, Seth Gilliam, Ross Marquand, Austin Nichols, Tom Payne et Xander Berkeley n'apparaissent pas dans cet épisode.

### Épisode 12:Dis okay
- États-Unis : 5 mars 2017 sur AMC
- France : 
  - 6 mars 2017 sur OCS Choc (en VOSTFr)
  - 25 juin 2017 sur OCS Choc[39] (en VF)
- Suisse : 7 mars 2017 sur RTS Un (en VOSTFr)
- Belgique :
  - 8 mars 2017 sur Be Séries (en VOSTFr)
  - 30 mai 2017 sur Be Séries[40] (en VF)

- États-Unis : 10,16 millions de téléspectateurs[41] (première diffusion)

- Pollyanna McIntosh (Jadis)
- Thomas Francis Murphy (Brion)
- Sabrina Gennarino (Tamiel)

Rick et Michonne sont à la recherche d'armes et de vivres. Ils finissent par tomber sur le site d'une fête foraine aujourd'hui envahie par les rôdeurs, dont beaucoup sont des soldats portant encore leurs armes. Ils trouvent également d'énormes stocks de nourriture dans un bâtiment. Au cours de la soirée, ils discutent de la vie qu'ils pourraient avoir après la guerre contre les Sauveurs et la mort de Negan. Le lendemain, ils s'occupent d'éliminer tous les rôdeurs présents sur place afin de récupérer les armes. Mais, distrait un instant par une biche qui passait par là, Rick se fait encercler et manque de se faire dévorer avant que Michonne n'intervienne. Une fois rentrés, ils apportent les soixante-trois armes qu'ils ont trouvées aux membres de la communauté de la décharge, tout en en gardant vingt pour eux après que Rick ait marchandé avec Jadis.
Tara, tiraillée par la promesse qu'elle a faite à Cyndie de ne jamais révéler l'existence de la communauté d'Oceanside, se décide à parler à Rick.
- Norman Reedus, Lauren Cohan, Chandler Riggs, Melissa McBride, Lennie James, Josh McDermitt, Seth Gilliam, Austin Amelio, Ross Marquand, Austin Nichols, Tom Payne, Xander Berkeley et Jeffrey Dean Morgan n'apparaissent pas dans cet épisode.

### Épisode 13:Enterrez-moi ici
- États-Unis : 12 mars 2017 sur AMC
- France : 
  - 13 mars 2017 sur OCS Choc (en VOSTFr)
  - 2 juillet 2017 sur OCS Choc (en VF)
- Suisse : 14 mars 2017 sur RTS Un (en VOSTFr)
- Belgique :
  - 15 mars 2017 sur Be Séries (en VOSTFr)
  - 6 juin 2017 sur Be Séries[42] (en VF)

- États-Unis : 10,68 millions de téléspectateurs[43] (première diffusion)

Au Royaume, Carol reste perturbée par les propos de Daryl et pense qu'il lui a menti lorsqu'il lui a dit que Negan n'avait tué personne à Alexandria. Morgan refuse également de lui révéler la vérité.
Pendant ce temps, les soldats d'Ezekiel s'apprêtent à faire une nouvelle livraison pour les Sauveurs. Cependant, l'un des guerriers, Richard, commence à comploter en secret pour engager le combat avec l'ennemi. Lors du rendez-vous avec les Sauveurs, Ezekiel et ses hommes arrivent en retard car la route était bloquée. De plus, les Sauveurs remarquent qu'il manque un melon et exigent que les habitants du Royaume leur donnent leurs armes. En guise d'avertissement, l'un des Sauveurs tire dans la jambe du jeune Benjamin et leur meneur exige que le melon manquant leur soit livré le lendemain.
L'équipe d'Ezekiel emmène Benjamin chez Carol en urgence pour le soigner mais malheureusement, il est déjà trop tard et l'adolescent meurt sous leurs yeux.
Quelques instants plus tard, alors qu'il marche seul dans la rue, Morgan tombe par hasard sur le melon manquant. Il comprend que c'est Richard qui a bloqué la route et caché un melon. Ayant découvert la supercherie, il se rend chez lui pour lui demander des comptes. Richard avoue qu'il souhaitait créer un conflit avec les Sauveurs pour qu'Ezekiel entre enfin en guerre, et qu'il était prêt à se sacrifier pour ça, mais Benjamin est mort à sa place.
- Andrew Lincoln, Norman Reedus, Lauren Cohan, Chandler Riggs, Danai Gurira, Sonequa Martin-Green, Josh McDermitt, Christian Serratos, Alanna Masterson, Seth Gilliam, Austin Amelio, Ross Marquand, Tom Payne, Xander Berkeley et Jeffrey Dean Morgan n'apparaissent pas dans cet épisode.

### Épisode 14:L'autre côté
- États-Unis : 19 mars 2017 sur AMC
- France : 
  - 20 mars 2017 sur OCS Choc (en VOSTFr)
  - 2 juillet 2017 sur OCS Choc (en VF)
- Suisse : 21 mars 2017 sur RTS Un (en VOSTFr)
- Belgique :
  - 22 mars 2017 sur Be Séries (en VOSTFr)
  - 6 juin 2017 sur Be Séries[44] (en VF)

- États-Unis : 10,32 millions de téléspectateurs[45] (première diffusion)

À la Colline, toute la communauté s’entraîne au combat.
Sasha et Rosita s'apprêtent à se rendre au Sanctuaire pour éliminer Negan lorsqu'un groupe de Sauveurs débarque à l'improviste. Les deux femmes profitent de la confusion pour s’enfuir tandis que Daryl et Maggie se cachent dans une cave. Après avoir failli se faire repérer par un Sauveur isolé, ils discutent de la mort de Glenn. Daryl se sent coupable mais Maggie lui assure qu'il ne l'est pas et le réconforte en lui demandant de l'aider à tuer Negan. Pendant ce temps, les Sauveurs emmènent le docteur Carson avec eux, car ils ont besoin d'un nouveau médecin au Sanctuaire.
De leur côté, Sasha et Rosita continuent leur route vers le repaire des Sauveurs. Cependant, les tensions grandissent entre elles au fur et à mesure qu'elles dévoilent leur relation antérieure respective avec Abraham.
Arrivées à destination, elles s'installent à l'extérieur du camp ennemi dans l'espoir de pouvoir tuer Negan à distance d'une balle dans la tête et se mettent à discuter en attendant leur cible. Elles finissent par se pardonner mutuellement avant que Negan n'apparaisse. Alors qu'elle le tient en joue, Sasha n'arrive pas à lui tirer dessus car trop de personnes s'amassent autour de lui, dont Eugene. Elles décident finalement de pénétrer à l'intérieur du camp pour sauver leur camarade et poursuivre leur mission.
- Andrew Lincoln, Chandler Riggs, Danai Gurira, Melissa McBride, Lennie James, Alanna Masterson, Seth Gilliam, Austin Amelio, Ross Marquand et Jeffrey Dean Morgan n'apparaissent pas dans cet épisode.

### Épisode 15:Ce qu'il leur manque
- États-Unis : 26 mars 2017 sur AMC
- France : 
  - 27 mars 2017 sur OCS Choc (en VOSTFr)
  - 9 juillet 2017 sur OCS Choc (en VF)
- Suisse : 28 mars 2017 sur RTS Un (en VOSTFr)
- Belgique :
  - 29 mars 2017 sur Be Séries (en VOSTFr)
  - 13 juin 2017 sur Be Séries[46] (en VF)

- États-Unis : 10,54 millions de téléspectateurs[47] (première diffusion)

À la Colline, Gregory perd de plus en plus la confiance des siens lorsque ceux-ci se rendent compte qu'il est incapable de tuer un rôdeur. Il demande à un de ses hommes de main de préparer ses valises afin de se rendre quelque part.
Au Sanctuaire, Sasha a été capturée et est emprisonnée dans une cellule jusqu'à ce qu'un Sauveur David, tente de la violer. Negan arrive à ce moment et le tue, ne tolérant pas ce genre d'acte qu'il considère comme répugnant. À la suite de cela, il lui propose de rejoindre le camp des Sauveurs, tout comme Eugene l'a fait avant elle. Cependant, lorsque ce dernier lui rend visite, Sasha lui implore de se procurer un couteau où une autre arme tranchante qui serait susceptible de mettre fin à ces jours. Mais, à la place d’accéder à sa demande, Eugene lui rapporte une gélule empoisonnée.
De son côté, Tara a révélé à Rick et au reste du groupe l'existence de la communauté d'Oceanside. Ils s'y rendent dans l'espoir de s'allier avec eux dans la guerre qui les oppose aux Sauveurs et surtout de récupérer toutes les armes qu'ils possèdent. Malgré la réticence de Natania, la chef de clan, et après avoir essuyé une attaque de rôdeurs, Rick et son groupe parviennent finalement à récupérer toutes les armes qu'ils comptaient "emprunter". En même temps, de nombreuses femmes d'Oceanside semblent montrer elles aussi leur désir d'entrer en guerre.

### Épisode 16:Le Premier Jour du reste de ta vie
- États-Unis : 2 avril 2017 sur AMC[1]
- France : 
  - 3 avril 2017 sur OCS Choc (en VOSTFr)
  - 9 juillet 2017 sur OCS Choc (en VF)
- Suisse : 4 avril 2017 sur RTS Un (en VOSTFr)
- Belgique :
  - 5 avril 2017 sur Be Séries (en VOSTFr)
  - 13 juin 2017 sur Be Séries[49] (en VF)

- États-Unis : 11,31 millions de téléspectateurs[50] (première diffusion)

À Alexandria, Dwight propose à Rick de les aider à piéger Negan lors de sa prochaine visite. Rick charge alors Daryl et Rosita de piéger l'entrée de la ville avec de la dynamite afin d'éliminer les Sauveurs dès qu'ils se présenteront devant leurs portes. 
Au même moment à la Colline et au Royaume, les hommes des deux communautés prennent les armes pour aller secourir Alexandria de l'attaque imminente des Sauveurs. 
Au Sanctuaire, Negan vient chercher Sasha dans sa cellule pour l'amener à Alexandria. Après avoir discuté, Negan promet finalement à la jeune femme de ne tuer qu'une seule personne avec « Lucille » en guise de représailles pour cette tentative de meurtre ratée. Afin de surprendre Rick, Negan décide de faire voyager Sasha dans un cercueil et cette dernière accepte sans opposition.
À Alexandria, Rick et ses hommes, soutenus par le groupe de Jadis, attendent de pied ferme les Sauveurs, armés de fusils d'assaut. Comme prévu, leurs adversaires arrivent à bord de camions, seulement ce n'est pas le chef des sauveurs qui se présente à leur porte mais Eugene. Ce dernier demande à ses anciens amis de rendre les armes et d'accepter la défaite. Rosita s’apprête à faire sauter les explosifs placés à l'extérieur mais quand elle appuie sur le bouton, ça ne fonctionne pas. C'est à ce moment que le clan de la décharge retourne ses armes vers Rick et ses hommes et Jadis se justifie de cette trahison en déclarant que Negan lui a fait une meilleure offre. Negan sort alors d'un des camions et propose de libérer Sasha de son cercueil en échange de toutes leurs armes et de Daryl. Alors que Rick demande à voir Sasha pour s'assurer qu'elle est bien à l'intérieur, Negan ouvre le cercueil et y découvre Sasha, transformée en rôdeur, qui se jette sur lui (elle a profité du trajet dans le cercueil pour se suicider en avalant la pilule mortelle qu'Eugene lui avait donnée un peu plus tôt). Alors que le chef des Sauveurs parvient à échapper de justesse à Sasha (en rôdeur), Rick et ses hommes profitent de cette diversion pour se retourner contre le clan de la décharge. Mais après plusieurs échanges de balles, Alexandria tombe finalement aux mains des Sauveurs. Rick et Carl sont faits prisonniers et Negan s’apprête à fracasser le crâne du fils de Rick avec Lucille. Mais au moment où il allait l'abattre, Shiva, le tigre d'Ezekiel, apparaît de nulle part et empêche cette mise à mort en dévorant un Sauveur. Carol, Morgan et les membres du Royaume arrivent en renfort en même temps que la communauté de la Colline, commandée par Jesus et Maggie. Ensemble, les communautés d'Alexandria, du Royaume et de la Colline s'unissent contre les Sauveurs, surpris et complètement dépassés par le nombre de leurs assaillants. Negan profite du chaos général pour prendre la fuite avec Dwight, Simon, Eugene et quelques Sauveurs. Jadis et les survivants de sa troupe arrivent à s'échapper également.
- Cet épisode a une durée totale de 57 minutes.
- Cet épisode est dédié à Bernie Wrightson.
- Cet épisode marque le départ de la distribution principale de Sonequa Martin-Green qui incarnait Sasha Williams depuis la saison 3